# رومن بانی
رومن بانی (انگلیسی: Romain Beynié؛ زادهٔ ۶ مهٔ ۱۹۸۷) بازیکن فوتبال اهل فرانسه است.
از باشگاه‌هایی که در آن بازی کرده‌است می‌توان به باشگاه ورزشی آمیان، ای‌اف‌سی توبیز، و باشگاه فوتبال المپیک لیون اشاره کرد.